# 天猫
天猫（英語：Tmall，亦称淘寶商城、天猫商城），是中國最大的零售購物網站，由淘宝网分离而成，由浙江天猫网络有限公司營運。天貓商城的面向是多由知名品牌的直营旗舰店和授权专卖店组成的商場。同時，浙江天猫网络有限公司現為阿里巴巴集團持有的子公司之一。天猫也同时支持淘宝的各项服务，例如支付宝及集分宝等等。

## 历史
天猫的前身淘寶商城創立於2008年4月，最初是淘寶網旗下的企業對消費者頻道。隨著淘寶商城日趨成熟，愈來愈多中外知名品牌在其平台上開設官方旗艦店，2010年11月，淘寶商城採用獨立域名www.tmall.com。
淘寶商城於2011年6月从淘宝网分拆独立，以加強品牌認知度而及更好地將其企業對消費者商家與淘寶網的小型C2C商家區分。目前，淘寶商城展示逾30,000個本地和全球品牌的產品，並且有多個為不同行業而設的垂直商城，包括電器城、名鞋館及家裝館等，日後會進一步加強分行業垂直市場的發展。2012年1月11日，淘寶商城更改名稱為天貓。
2014年2月19日，阿里巴巴宣布「天貓國際」正式上線，為國內用戶直供海外原裝進口商品。
2021年4月21日，阿里健康聯合全球藥企組建「天貓好藥聯盟」。2021年5月5日，阿里巴巴宣布「天貓香港」今天起在香港試業，率先有2,000個品牌進駐，包括美妝、家電和電子產品等。天貓淘寶港澳事業部負責人陳子堅表示，淘寶天貓希望做本地化，成為香港消費者首選、喜歡的購物平台，因此推出天貓香港業務。2022年10月底，天貓香港關閉。

### 世界纪录
2015年11月12日，吉尼斯世界纪录认证官Charles Wharton宣布，由天猫主办的“双11全球狂欢节”创造了包括手机销量在内的9项吉尼斯世界纪录。

## 争议

### 数据造假
天猫于2014年10月1日开始Smartisan T1的预约申请，之后有人发现预约数总能被3整除，之后天猫发表声明承认数据造假，原因則是由于意外导致数据重置，为了尽快恢复和逼近实际预约数，前端程序人员自行将显示的预约数乘3，并表示预约数已恢复。但之后仍被人发现其他预约商品有类似代码，怀疑是长久以来的做法并形成模块化处理。

### 貨品真假
2014年9月，中國青年報的調查發現，對於天猫、天貓國際的賣家商品是否為仿冒，天貓難以交出正貨證明與鑑驗報告；尤其是外國品牌產品，由於商戶可以將貨品寄往該國，再寄回來，因此擁有直郵記錄也難以證明正貨。消費者只能選擇官方直營旗艦攤位保障自己，而其他私營攤位就更加難以證明，這同時亦是各國網路電商的通病，而天貓被格外關注是因為其一直“主打全站都是100%正品”的宣傳。
而深入調查發現，天貓上假冒貨的確較少，但也不能說沒有，主因為有許多非官方直營的授權代理商攤位走一種擦邊球模式，將大量瑕疵品於天貓銷售。這些商品是均是原廠生產，但是有生產瑕疵，因此被以格外低廉的價錢販售，所以此類產品難以被指控為仿冒品。同時，有些經驗豐富的消費者專門喜歡買這類商品，全因只需容忍一些瑕疵卻能用低價買到正品，但是不懂其中門道的新手消費者可能會在買到該等產品後與商戶產生糾紛。